# Stanisław Krzysztof
Stanisław Krzysztof (ur. 9 kwietnia 1907 w Grodźcu (dziś Będzin)) – działacz komunistyczny, Przodownik Pracy. Od 1930r w KPP, robotnik w Cementowni Grodziec oraz maszynista, mechanik maszyny wyciągowej w szybie Maria, Kopalni Grodziec, pierwszego szybu głębinowego tej kopalni. członek MO PR oraz Ligi Obrony Praw Człowieka i Obywatela wraz z Włodzimierzem Świderskim. Pod koniec 1945r utrwalacz władzy ludowej. Po wojnie członek ZBoWiD, I sekretarz w Cementowni Grodziec (jednej z pierwszych w Polsce) oraz I sekretarz KG PZPR. Jako mechanik oddelegowany do uruchamiania Cementowni w Groszowicach w zespole pod kierownictwem prof. Jerzego Grymka. Przez wiele lat był radnym Miejskiej Rady Narodowej w Będzinie oraz ławnikiem. Jego syn Tadeusz Krzysztof jest dyrektorem Domu Muzeum Rybackiego im. Klemensa Długiego w Rewie. Brat, wachmistrz Józef Krzysztof ułan Kresowy przeszedł cały szlak bojowy 2 Korpusu, uczestnik bitwy pod Monte Cassino. Przed wojną był komendantem strażnicy KOP w Batalionie Skałat.

## Odznaczenia
- Order Sztandaru Pracy II klasy
- Krzyż Kawalerski Orderu Odrodzenia Polski
- Złoty Krzyż Zasługi
- Brązowy Krzyż Zasługi
- Medal 10-lecia Polski Ludowej
- Gwiazda Przodownika Pracy
- Złota odznaka „Za Zasługi dla Województwa Katowickiego”
- Odznaka 40 lat PZPR